# 布倫特伍德 (阿肯色州)
布倫特伍德（英語：Brentwood）是位於美國阿肯色州華盛頓縣的一個非建制地區。該地的面積和人口皆未知。

## 地理
布倫特伍德的座標為35°51′36″N 94°06′26″W / 35.86000°N 94.10722°W，而該地的平均海拔高度為452米（即1483英尺）。